# Juga plicifera
Juga plicifera är en snäckart som först beskrevs av I. Lea 1838.  Juga plicifera ingår i släktet Juga och familjen Pleuroceridae.

## Underarter
Arten delas in i följande underarter:
- J. p. plicifera
- J. p. leai
- J. p. oregonensis